# Neoid
A neoid az Arkhimédészi spirál általánosítása.

## Definíciója
A poláris koordináta-rendszer origója körüli {\displaystyle b} sugárral rajzolt körtől kifelé felmérjük a {\displaystyle \varphi } azimuttal (polárszöggel) arányos meghosszabbítást. Az arányossági tényező: {\displaystyle a}. Arkhimédészi spirált kapunk, ha {\displaystyle b=0}.

## Egyenlete
poláris koordinátákban : {\displaystyle r=a\cdot \varphi +b}
derékszögű koordinátákban: {\displaystyle {\begin{cases}x=(a\cdot \varphi +b)\cdot \cos \varphi \\y=(a\cdot \varphi +b)\cdot \sin \varphi \end{cases}}}.